# Bukit Makmur (Ketahun)
Bukit Makmur is een bestuurslaag in het regentschap Bengkulu Utara van de provincie Bengkulu, Indonesië. Bukit Makmur telt 3414 inwoners (volkstelling 2010).